# Ateliers de constructions mécaniques de Vevey

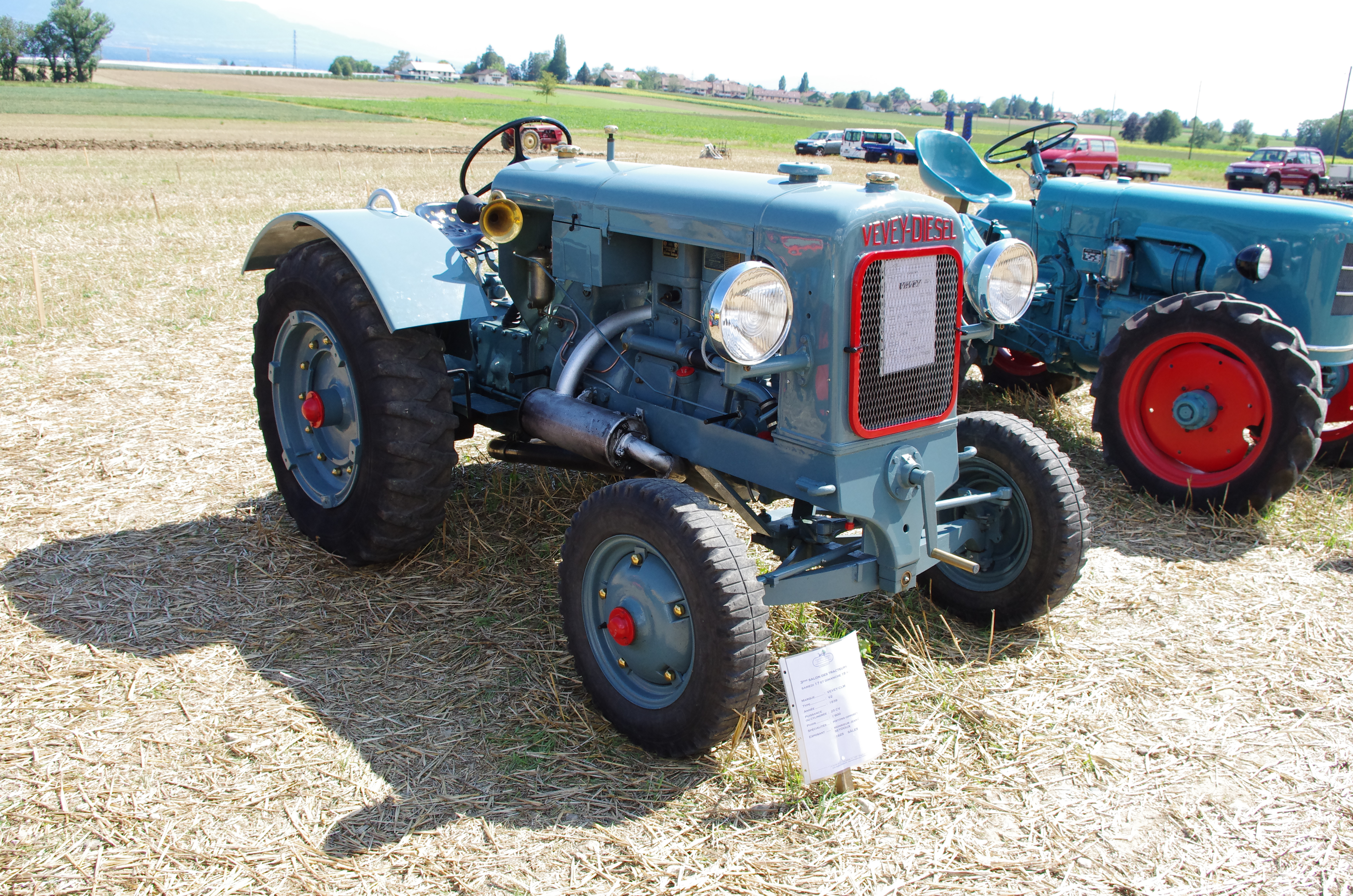
Tracteur agricole Vevey

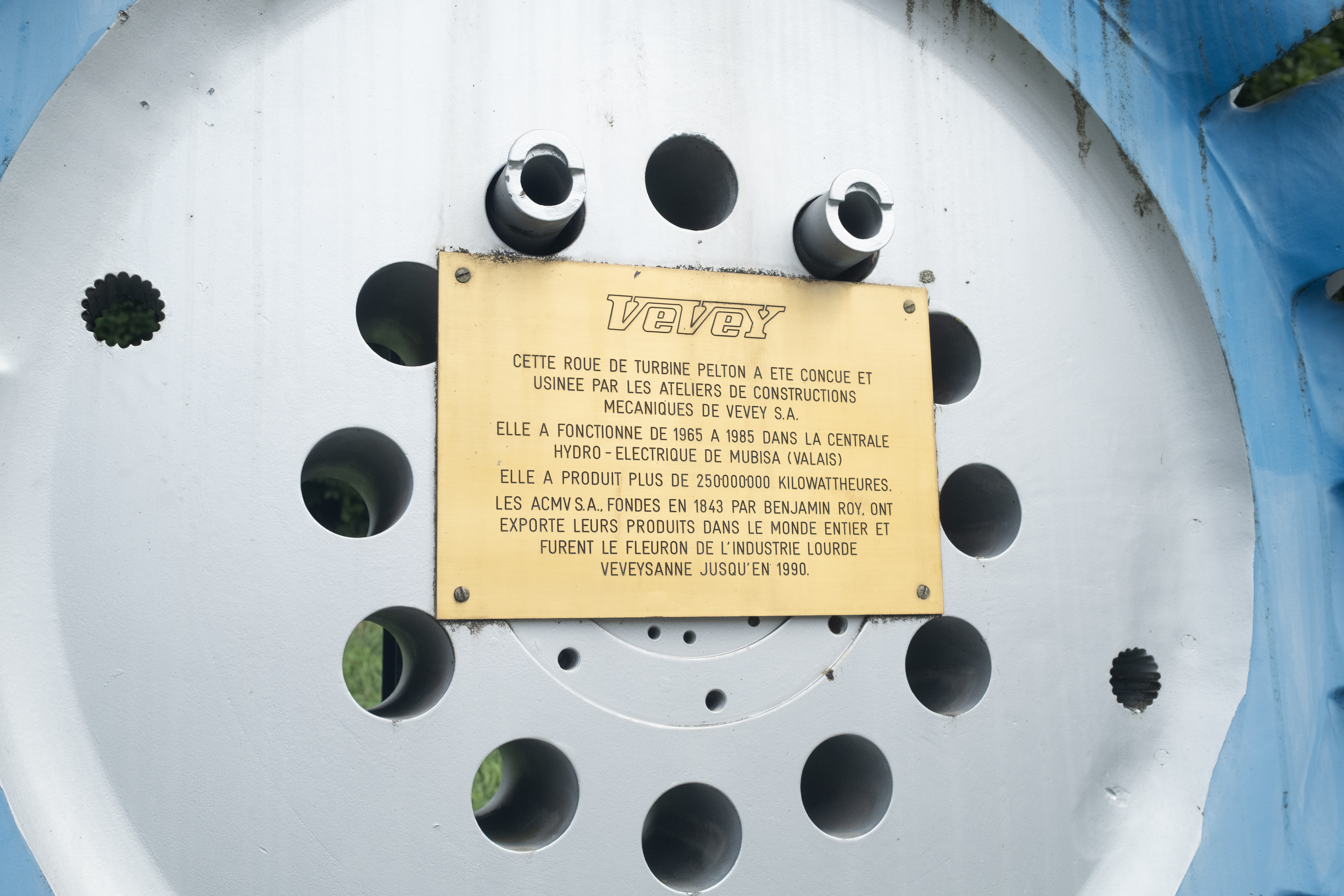
Plaque située sur la turbine Pelton, à l'intersection entre la rue des Bosquets et l'avenue de Gilamont (2024)

Vevey Technologies, anciennement Ateliers de constructions mécaniques de Vevey était une société de construction métallique fondée à Vevey, en 1842 par Benjamin Roy sous le nom de Ateliers B.Roy & Cie. Les ACMV réparaient des machines agricoles et fabriquaient des roues de moulins.

## Historique

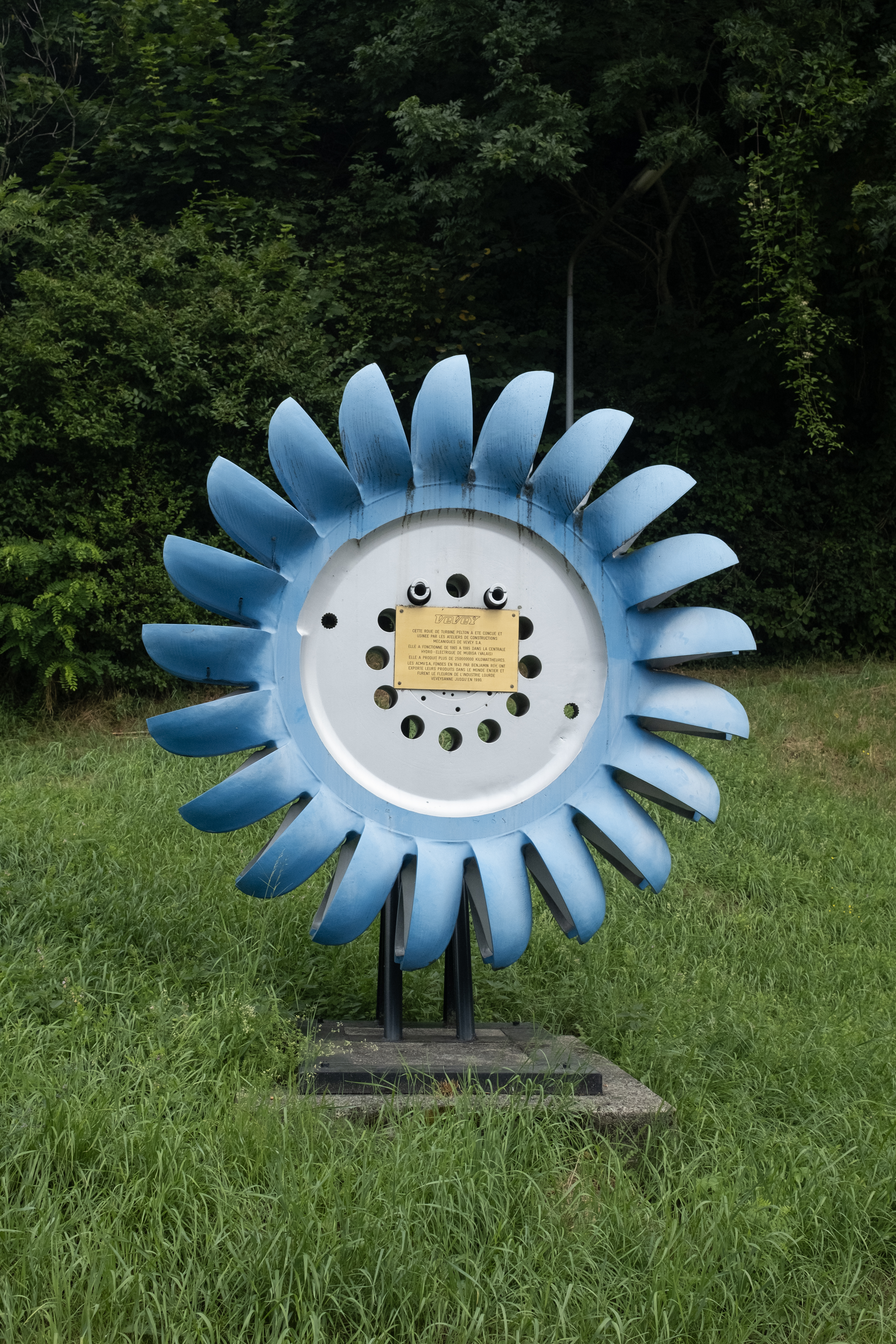
Turbine Pelton conçue et usinée par les Ateliers de Constructions mécaniques de Vevey. Elle a fonctionné de 1965 à 1985 dans la centrale hydro-électrique de Mubisa (Valais).

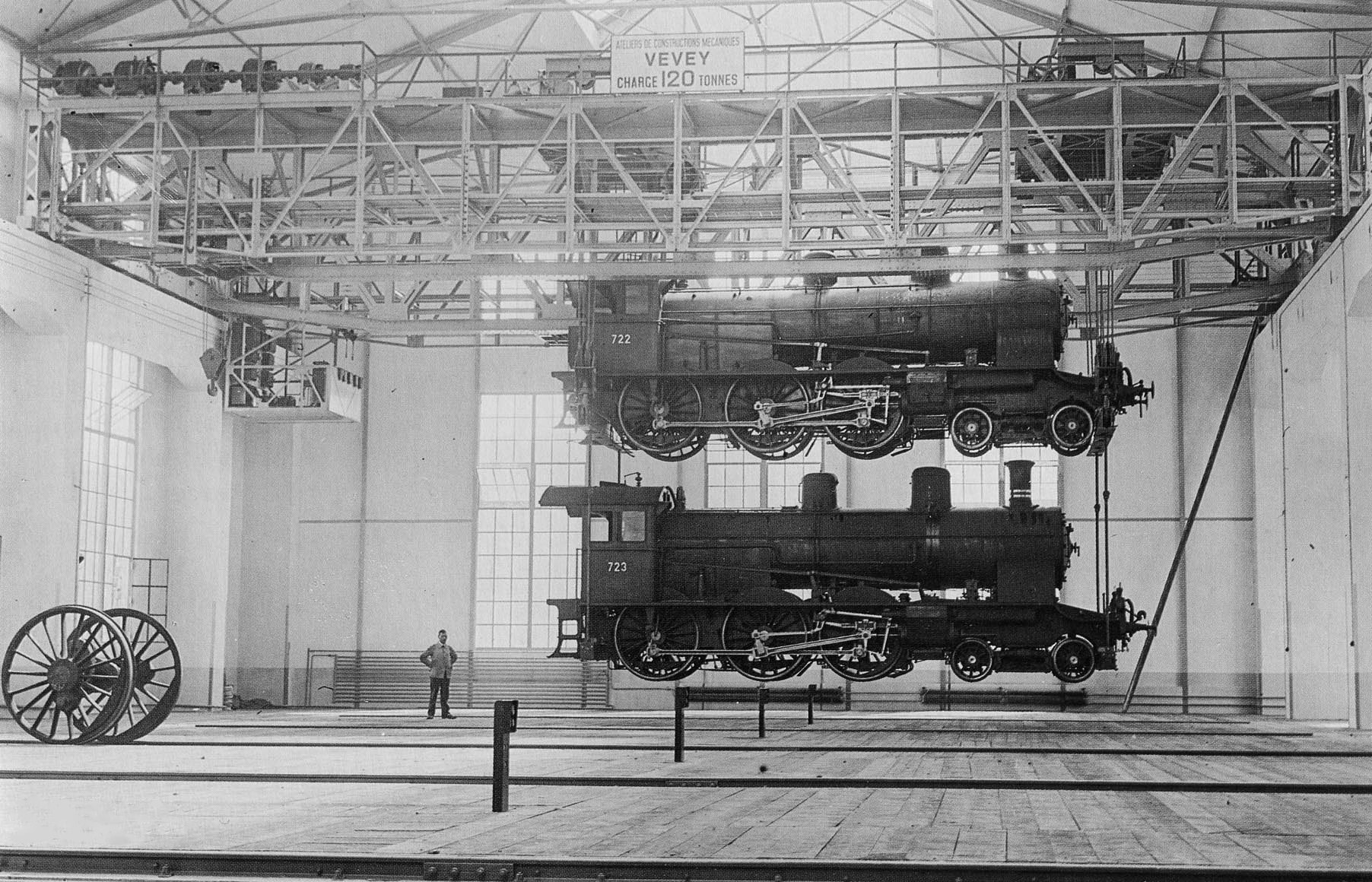
Un pont roulant supportant 120 Tonnes dans un atelier des ACMV au début du XXe siècle.

La société anonyme ACMV SA fut constituée en 1895. En 1948, la société ouvre une usine de construction de wagon de chemin de fer à Villeneuve, en particulier pour des wagons de marchandises. Puis dès 1954, elle y construit des tramways pour les villes de Lausanne et Lugano. Modernisés en 1962, les Ateliers de Vevey qui incarnaient la tradition industrielle de la ville, furent fermés en 1992 et seule l'usine de Villeneuve poursuivit la construction de matériel ferroviaire. Elle faisait également de la construction de tracteur agricole, sous la marque "Vevey".
De l'ancienne société disparue, les domaines d'activité continuent d'être exploités par Alstom à Villeneuve, Andritz Hydro à Vevey et APCO Technologies à Aigle,.

### Actionnariat
En automne 1981, 30 % des actions d'ACMV sont en main de M. Walter Fankhauser. Il revendra ses actions en août 1982 à la société Selve Holding de Thoune, contrôlée par le financier suisse Werner K. Rey. La société est rachetée par Werner K. Rey, propriétaire de Omni Holding.
À la suite de la déconfiture de la Omni Holding, l'usine de Villeneuve de l'ACMV, spécialisée dans l'ingénierie et la construction de véhicules ferroviaires légers, est vendue en 1992 au groupe néerlandais Royal Begemann Group qui, le 29 septembre 1993, change le nom de la société en Vevey Technologies,.
Elle fut revendue en 1997 au groupe allemand Deutsche Waggonbau (DWA), elle-même rachetée en 1998 par Bombardier Transport. Bombardier Transport qui fut ensuite achetée le 29 janvier 2021 par Altsom.